# Estela del sacerdote
La estela del sacerdote, también conocida como estela del sacerdote con niño, es una estela encontrada en el yacimiento arqueológico de Cartago, más concretamente en el tofet, en 1921. Descubierto durante unas excavaciones ilegales, fue el desencadenante de las excavaciones metódicas en el tofet de la ciudad púnica, que continuaron durante medio siglo de forma discontinua. Actualmente se conserva en el Museo Nacional del Bardo. A través de una interpretación de la rara figuración humana, un sacerdote con un niño en brazos, constituyó una pieza incriminatoria en el debate que ha agitado a los estudiosos sobre la cuestión de los sacrificios humanos en época púnica y que aún no se ha decidido.

## Historia

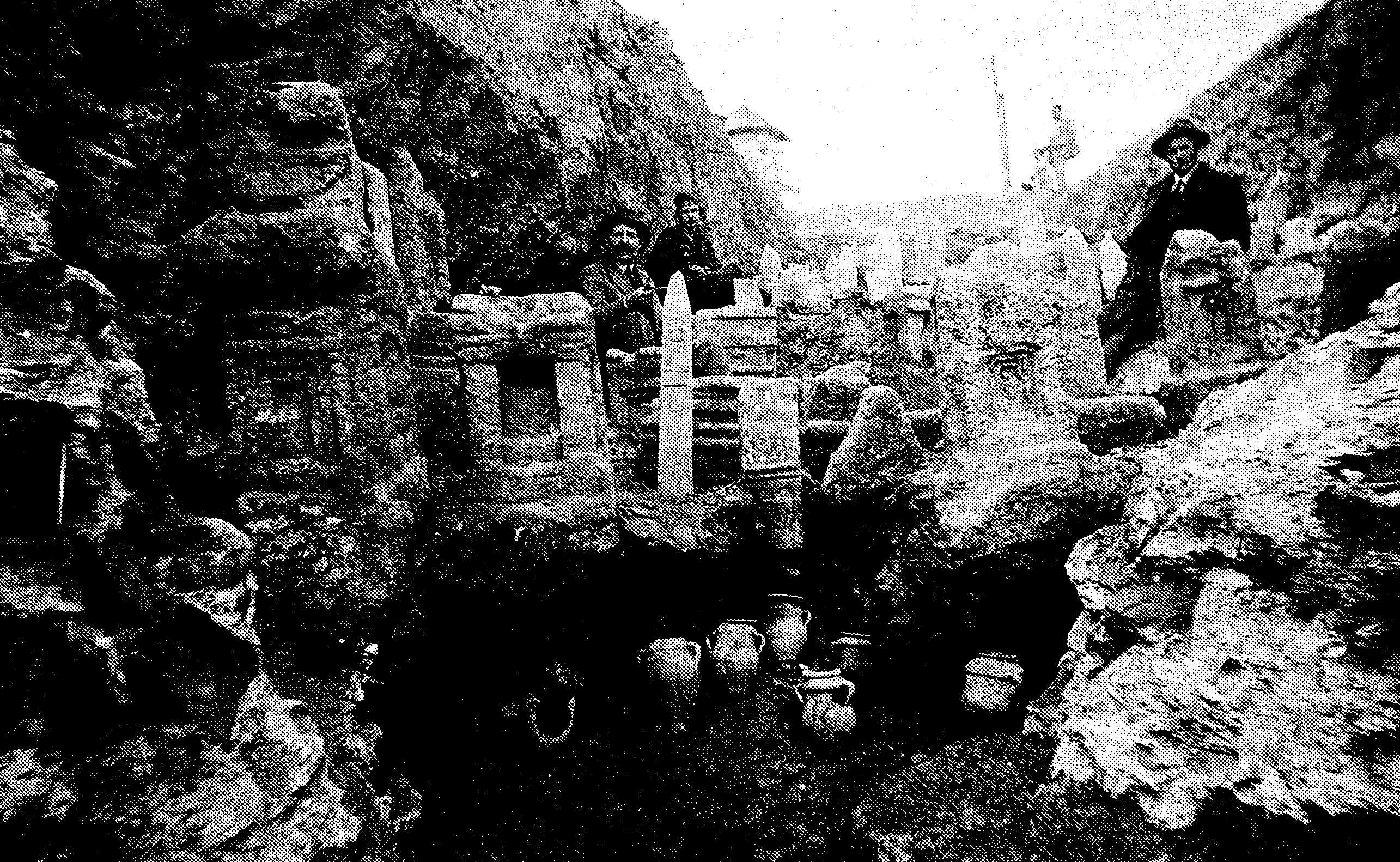
Excavaciones del Tófet en 1921.

La estela está datada en el siglo IV a. C. por Aïcha Ben Abed  y en el -siglo II a. C. por Abdelmajid Ennabli. Mohamed Yacub sugiere una fecha de finales del siglo IV o principios del .
Ya a mediados del siglo XIX se descubrieron estelas en diversos lugares del yacimiento de Cartago. En 1921, la estela fue desenterrada durante unas excavaciones arqueológicas clandestinas, muy comunes en la época, llevadas a cabo por un tunecino. En diciembre de 1921, fue ofrecida por un anticuario a los aficionados ilustrados a las antigüedades.
Paul Gielly y François Icard, funcionarios destinados en Túnez (el primero como funcionario municipal en Cartago y el segundo como inspector de policía) y aficionados que decidieron poner fin a sus actividades clandestinas, tuvieron conocimiento del lugar exacto del hallazgo de la pieza cerca de los Puertos púnicos de Cartago a finales de diciembre de 1921. Abrieron el tofet de Cartago a la investigación, deteniendo el saqueo de las estelas y la destrucción del santuario., y compraron parte del terreno. Realizaron excavaciones allí hasta el otoño de 1922. La estela del sacerdote pasó a formar parte de las colecciones del Museo Nacional del Bardo.

## Descripción

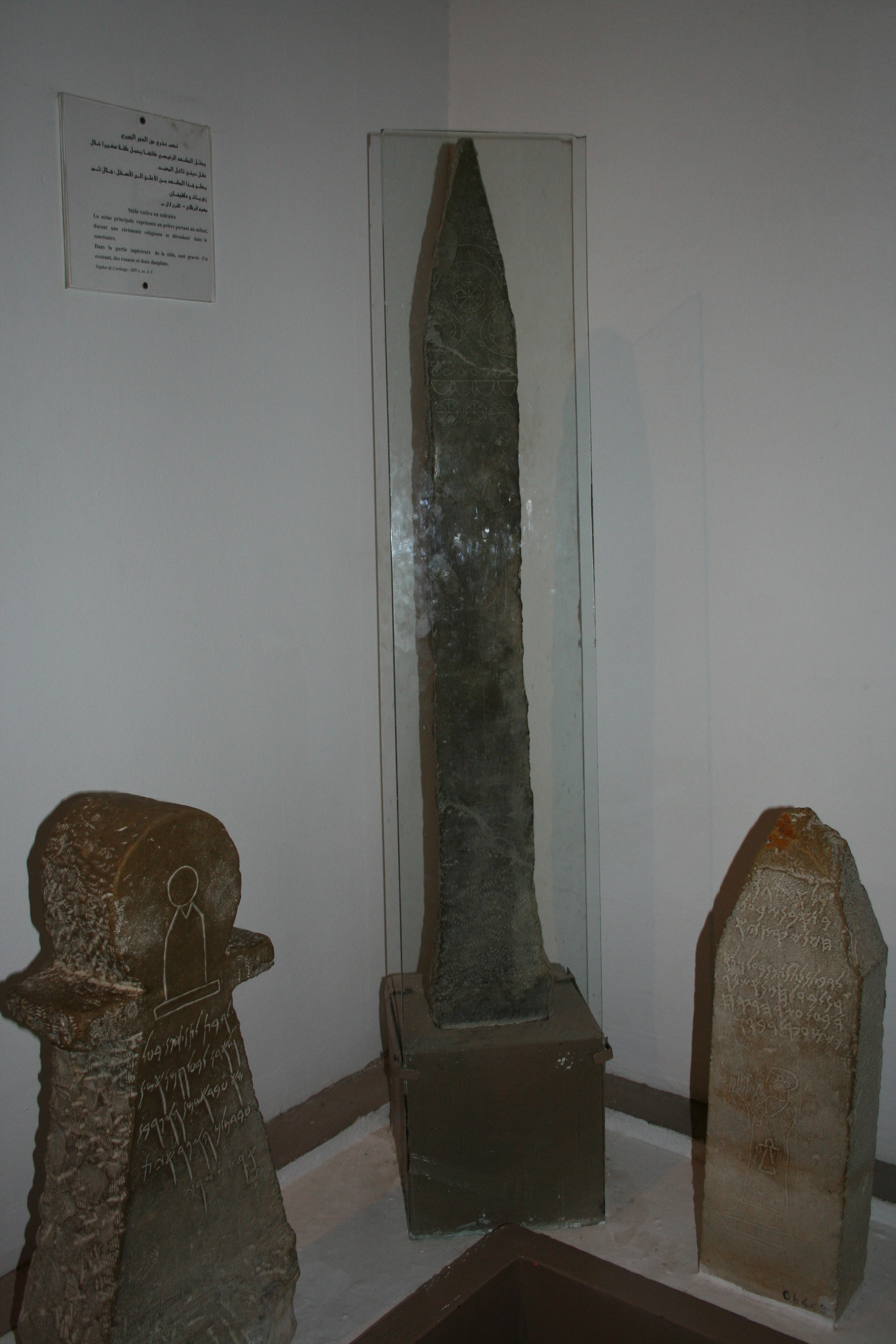
Vista general de la estela.

La estela de piedra caliza gris azulada, con forma de obelisco y más de un metro de altura, (1,20 m según Hédi Slim y Nicolas Fauqué, y 1,18 m de altura y 0,18 m de grueso según Slim et alii) muestra a un adulto imberbe de perfil,  lleva un sombrero típico de los kohanim (sacerdotes púnicos), una túnica púnica sujeta por un cinturón y sostiene a un niño pequeño “envuelto” en brazos. La mano derecha del adulto está levantada en señal de oración  o bendición.
La parte superior presenta una luna creciente, un disco solar, dos símbolos que evocan las principales divinidades del panteón púnico, Baal Hammon y Tanit, rosetas y dos delfines que representan el océano celeste.

## Interpretación
La estela del sacerdote es |la más conmovedora [de las]' representaciones figuradas en las estelas halladas en el tofet de Cartago  y uno de los descubrimientos más notables realizados en el yacimiento, tanto por la obra en sí como por la interpretación que le han dado los especialistas.
El interés de esta pieza reside en que constituye el único documento figurativo relativo al ritual molk y alimenta la polémica sobre los sacrificios de niños por los cartagineses, dando consistencia arqueológica a las afirmaciones de ciertos autores antiguos y a los datos bíblicos sobre la cuestión de los sacrificios humanos. Los primeros excavadores del tophet consideraron que la estela era un «verdadero manifiesto de la vocación del topfet»  o incluso «un signo revelador de una zona de sacrificios».. Charles Saumagne se opuso contra la interpretación del descubrimiento. El primer vínculo entre el tophet y textos que evocan sacrificios humanos fue establecido en 1919 por Joseph Whitaker durante las excavaciones en Motia  y, por tanto, no está vinculado al descubrimiento de la estela. Los historiadores están divididos entre los que apoyan la existencia de sacrificios de niños pequeños en Cartago, en el recinto del tofet (incluido Ennabli)  y otros que consideran que el lugar era el lugar de enterramiento de los niños.